# Anna Wladimirowna Bulgakowa
Anna Wladimirowna Bulgakowa (russisch Анна Владимировна Булгакова, engl. Transkription Anna Bulgakova; * 17. Januar 1988 in Stawropol, RSFSR, Sowjetunion) ist eine ehemalige russische Leichtathletin, die sich auf den Hammerwurf spezialisiert hat. 

## Sportliche Laufbahn
Erste internationale Erfahrungen sammelte Anna Bulgakowa im Jahr 2004, als sie bei den Juniorenweltmeisterschaften in Grosseto mit einer Weite von 60,74 m den vierten Platz belegte. Im Jahr darauf gewann sie bei den Jugendweltmeisterschaften in Marrakesch mit 62,05 m die Silbermedaille und auch bei den Juniorenweltmeisterschaften 2006 in Peking gewann sie mit 65,73 m die Silbermedaille. Im Jahr darauf belegte sie bei den Junioreneuropameisterschaften in Hengelo mit 62,14 m den vierten Platz und anschließend gelangte sie bei der Sommer-Universiade in Bangkok mit 64,83 m auf Rang sechs. 2008 nahm sie an den Olympischen Sommerspielen in Peking teil und schied dort mit 68,04 m in der Qualifikationsrunde aus. 2012 gewann sie dann bei den Europameisterschaften in Helsinki mit 71,47 m die Bronzemedaille hinter der Polin Anita Włodarczyk und Martina Hrašnová aus der Slowakei. Im Jahr darauf startete sie bei den Weltmeisterschaften in Moskau sowie 2014 bei den Europameisterschaften in Zürich und 2015 bei den Weltmeisterschaften in Peking. Jedoch wurde sie 2017 mit einer zweijährigen Wettkampfsperre aufgrund von Verstößen gegen die Anti-Dopingbestimmungen belegt und all ihre Ergebnisse zwischen 30. Juni 2013 und 15. August 2015. Nicht betroffen war ihr Resultat bei den Militärweltspielen im südkoreanischen Mungyeong, bei denen sie mit 68,01 m die Silbermedaille hinter der Chinesin Zhang Wenxiu gewann. 2019 erhöhte der Internationale Sportgerichtshof (CAS) ihre Sperre auf vier Jahre rückwirkend ab dem 31. März 2017, woraufhin sie nicht mehr in Erscheinung trat.
2013 wurde Bulgakowa russische Meisterin im Hammerwurf.